# جسی ماتادور
جسی ماتادور (به فرانسوی: Jessy Matador) (زاده ۲۷ اکتبر ۱۹۸۲) خواننده کنگویی-فرانسوی است.
او در مسابقه آواز یوروویژن ۲۰۱۰ نماینده فرانسه بود.